# 郡山西部サッカー場
郡山西部サッカー場（こおりやませいぶサッカーじょう）は福島県郡山市大槻町の大槻公園内にあるサッカー場である。
2023年4月からネーミングライツ（命名権）の導入により、仙台大学サッカーフィールド郡山の愛称を用いている。

## 概要
1995年に行われたふくしま国体のサッカー競技のメインスタジアムとして、1994年7月に開設された。
天皇杯の試合が開催されるほか、あらゆるカテゴリーにおいて、全国大会の福島県予選では、ほとんどの大会で会場として使用されている。2004年には、AFC U-17選手権も開催された。かつては、日本フットボールリーグ (JFL) で地元・郡山を本拠とした福島FC主管試合が開催されたほか、東京電力女子サッカー部マリーゼの一部ホームゲーム（メイン本拠地はJヴィレッジ）も開催されていた。2012年6月24日、東日本大震災により休部したマリーゼの移管先となったベガルタ仙台レディースと、静岡県に拠点を移したJFAアカデミー福島によるチャレンジリーグ戦が開催された。2013年4月には当時JFLの福島ユナイテッドFCがホームゲームを1試合開催する予定だったものの積雪により中止となり、振替開催も別会場（福島市信夫ヶ丘競技場）となった ため、同チームの試合の開催はなくなった。
現在はJリーグの開催をする場合、J3リーグでは最低で5,000人以上の座席を必要 とする規定があり、これに充足していないため開催することは困難であったが、2020年6月21日に開催予定のJ3・福島ユナイテッドFC対FC今治を当スタジアムで開催することが発表された。しかし新型コロナウイルス感染症の流行の影響によるJ3開幕の延期・日程再編により上記試合の開催は無くなり、その後新たに8月22日開催予定の福島ユナイテッドFC対FC岐阜のカードを当スタジアムで開催することが決定した。この試合は後半開始前に雷の影響により一時中断、そのまま試合中止となり（試合中止時点のスコア:福島0-2岐阜）、後半開始からの続行試合は9月9日に福島ユナイテッドFCのホームスタジアムであるとうほう・みんなのスタジアム（福島市）で行われた。翌年2021年5月16日には福島ユナイテッドFC対ヴァンラーレ八戸の試合が実施された。
また、隣には天然芝を備えたサブグラウンドがあり、クレーコートの大槻スポーツ広場が隣接している（共にスタンドなし）。
なお東北2部リーグ所属のノーザンピークス郡山のホームグラウンド西部スポーツ広場とは別施設で、車で15分程度離れた場所にある。
2014年4月指定管理者が郡山市文化・学び振興公社からNSGグループの学校法人国際総合学園FSGカレッジリーグへ変更となった。郡山青少年会館・大槻公園・郡山市少年湖畔の村と合わせて管理されている。
2023年4月から仙台大学を運営する学校法人朴沢学園とのネーミングライツ・スポンサー契約により、施設の愛称が「仙台大学サッカーフィールド郡山」となった。契約期間は5年間。

## 施設
- メインコート（天然芝124×84 m、収容人数 3,722人）
  - メインスタンド（2,722席）が椅子席、バックスタンドに芝生席。両サイドスタンドに座席は設けられていない。
  - 照明設備なし、得点板は手動式
- サブコート（天然芝115×80 m、座席なし）
- その他諸室（控室・更衣室・シャワー室・放送室など）

## アクセス
- JR東北本線・磐越西線・磐越東線・水郡線郡山駅より福島交通バス「休石・山田原・御霊櫃行」利用「大槻スポーツ公園入口」下車、徒歩15分
- JR郡山駅から車で約30分
- 東北自動車道 郡山中央スマートインターチェンジから約1.7 km